# 甘泉书院
明朝嘉靖二十三年(1544年)，理学大师湛若水（号甘泉）在南岳衡山紫云峰下衡岳寺废址上筑楼建宇，名为“甘泉精舍”。因湛若水曾在此讲学，后人又称之为“甘泉书院”。1935年长沙岳云中学在其故址上兴建分校教学楼。2003年教学楼被拆，兴建图书馆。